# Thomas Burn
Pour les articles homonymes, voir Burn.
Thomas Christopher Burn (né à Berwick-upon-Tweed le 29 novembre 1888 et mort le 23 juillet 1976 au Cap) est un footballeur anglais.

## Biographie
Il joue notamment sous les couleurs du London Caledonians FC (en) durant sa carrière. 
Burn est également médaillé d'or avec l'équipe de Grande-Bretagne aux Jeux olympiques de 1912. Il dispute les trois rencontres de la compétition en étant titulaire.
Il sert pendant la Première Guerre mondiale : à l'époque, Burn était donné comme mort au combat, mais il s'est avéré que c'était faux et que le footballeur était encore en vie à la fin des années 1940.
Il meurt au Cap le 23 juillet 1976.

## Palmarès
Grande-Bretagne
- Jeux olympiques (1) :
  -  Or : 1912.